# مدرسة تولين للتقدم المهني
مدرسة تولين للتقدم المهني (SoPA) هي مدرسة في جامعة تولين وتقدم 26 برنامج لدرجة البكالوريوس و4 برامج لدرجة الماجستير من ضمنها درجة الماجستير للدراسات المهنية في إدارة الصحة والسلامة وإدارة تقنية المعلومات والأمن الوطني حيث يمكن إكمال هذه الشهادات والحصول عليها عن طريق الإنترنت.

## نبذة
صنّف موقع ValueColleges.com برنامج المدرسة لدرجة البكالوريوس في دراسات الأمن الوطني في المرتبة الثالثة من أصل 50 برنامج جامعي وطني عن بُعد له قيمة في عام 2017.
لمدرسة التقدم المهني 3 جامعات، اثنتان منهن يقعن في مدينة نيو أورلينز العظمى، إحداهن في جامعة تولين في الحي السكني في نيو أورلينز والموقع الثاني في إلموود في لويزيانا وبالنسبة للموقع الثالث فتقع في بيلوكسي ميسيسيبي.

## إعادة التسمية
قُدّمت الدروس التعليمية المستمرة الأولى والمتوفرة في جامعة تولين في عام 1884. وأُعيد تسمية المدرسة من كلية جامعية إلى مدرسة الدراسات المستمرة كجزء من تجديد الخطة على نطاق الجامعة إثر حادثة إعصار كاترينا. ثم أُعيد افتتاح المدرسة مجدداُ في اليوم السابع عشر من آذار في 2017 بصفتها مدرسة التقدم المهني.

## الإدارة
الدكتورة سوري دوتش هي عميدة المدرسة ونائبة رئيس الأبداع الأكاديمي في مدرسة تولين.